# FC Sopron
FC Sopron – węgierski klub piłkarski z siedzibą w mieście Sopron.

## Historia

### Chronologia nazw
- 1921: Soproni Postás Sportkör
- 1991: Soproni Távközlési Sport Egyesület
- 1992: MATÁV Sport Club (SC) Sopron
- 2005: Futball Club Sopron

## Sukcesy
- Puchar Węgier: 2004/05
- W lidze (10 sezonów na 106): 1993/94-1994/95, 2000/01-2007/08

## Reprezentanci kraju grający w klubie
- Rolf Landerl
- Ondrej Debnár
- Jozef Majoroš
- Ottó Szabó
- Luigi Sartor
- Giuseppe Signori
- János Balogh
- Zsolt Bárányos
- Attila Dragóner
- Róbert Feczesin
- János Györi
- Attila Hajdú
- András Horváth
- Szabolcs Huszti
- József Magasföldi
- Tamás Nagy
- Zoltán Pető
- Zoltán Pintér
- Gábor Puglits
- Balázs Rabóczki
- József Somogyi
- Tamás Szekeres
- Mihály Tóth
- Gábor Vincze
- Zalán Zombori

## Europejskie puchary
Legenda do wszystkich tabel:
- Q – runda eliminacyjna, 1/16, 1/8, 1/4, 1/2 – odpowiednia faza rozgrywek, Grupa – runda grupowa, 1r gr – pierwsza runda grupowa, 2r gr – druga runda grupowa, F – finał, R – runda, PO – play-off
- k. – rzuty karne, los. – losowanie, Dogr. – dogrywka, w. – zasada bramek strzelonych na wyjeździe

| Sezon   | Rozgrywki        | Runda | Przeciwnik       | Dom | Wyjazd | Ogólnie |
| ------- | ---------------- | ----- | ---------------- | --- | ------ | ------- |
| 2004    | Puchar Intertoto | 1R    | FK Teplice       | 1–0 | 1–3    | 2–3     |
| 2005/06 | Puchar UEFA      | 2Q    | Metałurh Donieck | 0–3 | 1–2    | 1–5     |
| 2006    | Puchar Intertoto | 2R    | Kayserispor      | 3–3 | 0–1    | 3–4     |